# 슬로베니아 문학
슬로베니아 문학(슬로베니아어: Slovenska književnost)은 슬로베니아 또는 슬로베니아어를 구사하는 사람이 창작한 문학이다.
슬로베니아어로 씌어진 최초의 문헌은 <브란진스크 사본>(1000년경)이다. 슬로베니아어를 문자언어로 쓴 종교문학은 1584년 유리 달마틴이 성서를 번역함으로써 절정에 이르렀으나, 반종교개혁으로 계몽주의의 영향을 받은 18세기 중엽까지 슬로베니아어에 대한 관심은 사라졌다. 
19세기에 유럽 낭만주의의 영향을 받은 예르네이 코피타르를 비롯한 슬로베니아인은 슬로베니아어를 표준화하고 성문화하려고 노력하였다. 이 시기의 슬로베니아 문학은 산문의 발전과 사실주의의 영향이 두드러졌으며, 작가들은 서구의 표현양식과 경향을 반영하기 시작하였다. 슬로베니아의 국민 작가인 시인 프란체 프레셰렌도 이 시기에 활동했다.
20세기초 이반 찬카르 등이 주도한 슬로베니아 모더니즘 운동이 일어나면서 슬로베니아 문학은 다시 발전하였는데, 장편소설과 단편소설은 사회주의 리얼리즘이 등장한 1930년대에 다시 활기를 찾았다. 제2차 세계 대전 후 산문 분야에서는 서구의 영향으로 미하 레메츠 같은 작가들의 공상과학소설이 등장하였고, 시는 매우 주관적인 표현법을 계속 유지하였다.